# ノヤン
ノヤン(モンゴル語: ᠨᠣᠶᠠᠨ/ноён/noyan,中国語: 那顔)とは中世モンゴルにおいて貴族(支配者)層を指す単語。元々は部族会議(クリルタイ)に列席しうる部族の有力者を指す言葉であったが、後には遊牧集団の領主、官僚貴族の呼称としても用いられた。「ノヤン」はテュルク諸語におけるベグ(beg〜bey)と同義の言葉でもある。

## 概要
ノヤンという称号の起源は、モンゴル部が未だ「カン」を戴かず、血縁的紐帯によって統治されていた頃の政事執行機関の名称にあると考えられている。この頃にはモンゴル部の司祭者や軍事的指導者といった者達が皆「ノヤン」と称されていた。
1206年、チンギス・カンがモンゴル帝国を建国すると、配下の遊牧民を95の千人隊に再分配し、千人隊制度を施行した。この時千人隊長、百人隊長、十人隊長に任ぜられた者たちはそれぞれ配下の遊牧民と遊牧地を与えられ、ノヤンと総称されるようになった。
ノヤンは軍事指揮官であると同時に遊牧集団の領主でもあり、クリルタイへの出席といった種々の特権を持つモンゴル帝国の貴族階級として知られるようになった。これに対して一般のモンゴル人や非モンゴル人は「カラチュ」と呼ばれてノヤンより一段下に置かれていた。モンゴル帝国の占領地域では耶律楚材を筆頭に現地採用の官僚の活躍が誇張して伝えられるが、これらの現地採用官僚は格式の上ではノヤン階級の「使用人」に過ぎず、ノヤンより格下の存在であった。
また、北元時代に入ると「ノヤン」の指す対象は微妙に変化した。北元時代にはチンギス・カンの末裔たる「黄金氏族」とそれ以外の貴族階級の対立が顕著となり、両者を厳密に区別する必要に迫られた。その結果として、チンギス・カンの子孫たちが「ノヤン」と呼称され、それ以外の貴族階級の者達は「サイト(sayit)」と呼称されるようになった。この内、「サイト」は「異姓貴族」とも訳されている。

## 参考資料
- 杉山正明『耶律楚材とその時代』白帝社、1996年
- 杉山正明『モンゴル帝国と大元ウルス』京都大学学術出版会、2004年
- 村上正二『モンゴル帝国史研究』風間書房、1993年
- 森川哲雄「中期モンゴルのハーンとサイトの関係について」『待兼山論叢』6、1973年